# Francisco de la Cueva
Francisco de la Cueva y Silva (Medina del Campo, 1550–Madrid, 1621) fue un dramaturgo, filólogo y jurisconsulto español del Siglo de Oro, tío de la también dramaturga Leonor de la Cueva y Silva.

## Biografía
Noble, relacionado con la familia del Duque de Alburquerque y con el linaje de los Barrientos, destacó como jurista al defender al Duque de Lerma en el proceso que originó su caída y destierro; en otro proceso sonado y difícil, salió también a la palestra para defender al Duque de Osuna en la causa que se le levantó por su administración de su virreinato en Sicilia y Nápoles; tomó parte a favor del Duque de Uceda y la Duquesa de Sessa. Aficionado a la astrología, fue procesado por ello. Falleció a fines de 1621, al parecer envenenado por la enemistad que se había creado entonces con el Conde Duque de Olivares. Quevedo le dedicó entonces el soneto funerario "Este, en traje de túmulo, museo...". Existe un retrato suyo en el Museo de la Real Academia de Bellas Artes de San Fernando, obra de Juan van der Hamen. Pese a su enorme fama, apenas se conservan dos obras dramáticas que se le pueden atribuir con seguridad, la tragedia Narciso (editada en 1909 por el hispanista J. P. Wickersham Crawford) y la Farsa del obispo don Gonzalo y los hidalgos de Jaén y celos del rey de Granada y victoria de Reduan, un tratado y unos cuantos versos.
También destacó como filólogo y autor teatral; en este último lugar lo cita como pionero teatral Agustín de Rojas Villandrando en su Viaje entretenido y lo alaban encarecidamente Miguel de Cervantes en el "Canto de Calíope" de La Galatea y Cristóbal de Mesa en su poema épico La restauración de España. También Cristóbal Suárez de Figueroa en su Plaza universal y Vicente Espinel en su Escudero Marcos de Obregón. Amigo de Lope de Vega, éste le dedicó la comedia La malcasada y la epístola primera de La Filomela, y lo elogia en La Dorotea y en El laurel de Apolo. Hay un soneto suyo en la antología Flores de poetas ilustres de Pedro Espinosa que reproduce también Baltasar Gracián en su Agudeza y arte de ingenio. De la Cueva escribió, según Rojas Villandrando, la comedia El bello Adonis, hacia 1580, que no ha llegado a nuestros días, dos sonetos prologales a la traducción de los Metamorphoseos de Ovidio por Antonio Pérez (Salamanca, 1580) e Información de derecho divino y humano por la Purísima Concepción de Nuestra Señora (Madrid, 1625).

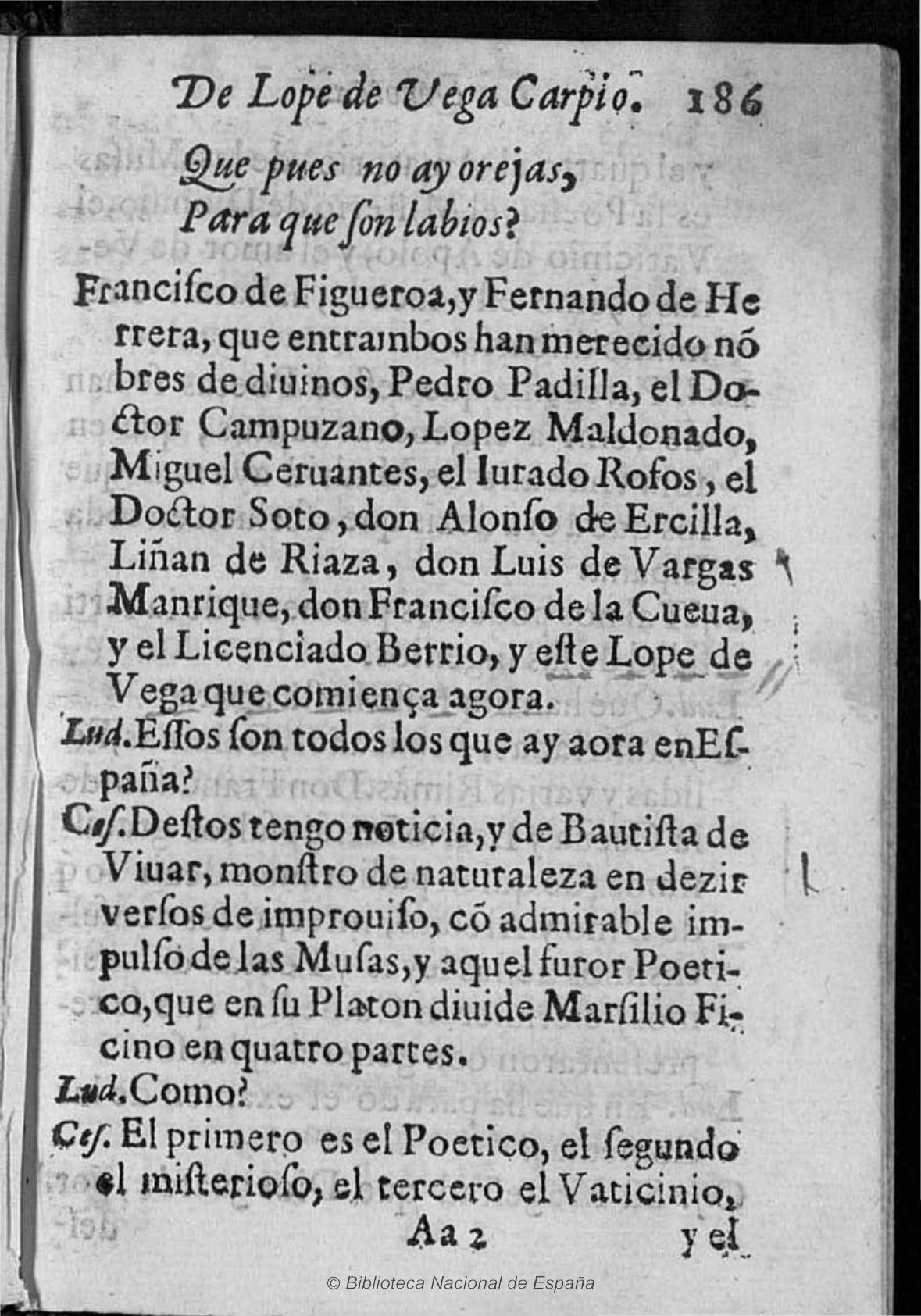
Pág. de un ejemplar de la obra de Lope de Vega La Dorotea conservado en la BNE; se nombra en este párrafo a Cueva y a otros escritores.